# Brachypelma boehmei
A Brachypelma  boehmei, vagy Mexican fireleg (mexikói tűzlábú) a pókok rendjébe, a madárpókfélék családjába tartozó pókfaj. Mexikó Guerrero államában őshonos. Száraz bozótosban rejtőzködve él, rokonaihoz hasonlóan csalánszőrrel védekezik. Veszélyeztetett faj.

## Megjelenése
Megjelenésében nagyon hasonlít a mexikói vöröstérdű tarantulához, hasonló narancssárga és fekete a színvilága, bár a kifejlett példányok elérhetik a 13–15 centimétert. A felső lábízület fekete színe éles kontrasztot alkot az előtest és az alsó lábízület élénk narancssárga színével. A mexikói vöröstérdű tarantulával ellentétben a Brachypelma  boehmei térdízületén a szőrök élénk vöröses színűek, majd fokozatosan narancssárgába mennek át. A lábvég fekete. Nem különösebben védekező típus, de előfordulhat, hogy ha veszélyben érzi magát, csalánszőr kilövésével védekezik.